# Faedo Valtellino
Faedo Valtellino (lombardul: Faed) település Olaszországban, Sondrio megyében. Lakosainak száma 512 fő (2023. január 1.). Faedo Valtellino Albosaggia, Montagna in Valtellina, Sondrio és Piateda községekkel határos.

## Népesség
A település népességének változása:
| Lakosok száma | 552  | 556  | 512  |
|               | 2017 | 2018 | 2023 |